# Reino de Kush
El Reino de Kush (Kuš o Cush) forma una parte importante de la historia de Nubia en la época de las antiguas civilizaciones de Egipto, Roma y Grecia.
Tierra de los cusitas llamada Etiopia.

## Antecedentes
La historia recoge diversos nombres para los habitantes de la región, los cushitas: los egipcios los llamaron nehesyw (‘negros’), Eratóstenes recoge el nombre nubai (‘nubios’), los griegos y romanos los denominaban etíopes (αιθι-οπ-, aithi-op-, ‘[los del] rostro quemado’).
Nubia se dividía en dos grandes sectores, Wawat al norte (hasta la segunda catarata del río Nilo) y Kush al sur (entre la segunda catarata y la confluencia del Nilo Azul y del Nilo Blanco). Al norte se encontraba la provincia egipcia Ta Seti (‘Tierra del Arco’).
Kush era una región situada a lo largo del valle del Nilo que comprendía el sur del actual Egipto y se extendía por el norte del actual Sudán. Era rica en materias primas, sobre todo en oro, así que los egipcios desde muy pronto ambicionaron explotar estos recursos. Textos egipcios relatan, desde tiempos del faraón Narmer, las expediciones hacia Nubia, pero fue en la era del Imperio Medio de Egipto cuando conquistaron la Baja Nubia (de la primera a la segunda catarata del Nilo). Desde Mentuhotep II se emprendió la campaña y desde Sesostris I la conquista se puede considerar concluida. En el decimoctavo año de reinado de este último se hizo una campaña contra Nubia en la que se menciona por primera vez el nombre de Kush. La conquista fue puramente militar en esta etapa: control de recursos y creación de una zona «tapón» controlada por numerosas fortificaciones. 
En el Segundo periodo intermedio de Egipto (1780-1580 a. C.) los egipcios pierden el dominio de la zona: aprovechando la invasión de los hicsos, los nubios destruyeron los fuertes y liberaron el país. Surgió entonces en Kerma (al sur de la tercera catarata) una poderosa dinastía local, que la convertiría en capital del Reino de Kush.
En documentos de la época de Kamose (último rey de la Dinastía XVII) se considera el espacio nubio/egipcio dividido en tres áreas independientes: el reino de Kush, el Alto Egipto y el reino hicso en el delta del Nilo. Se conservan incluso pruebas de acuerdos diplomáticos entre hicsos y kushitas contra Egipto.

## Nubia en el Imperio Nuevo
Expulsados los hicsos, la Dinastía XVIII reinició la ocupación. Amenofis I (1527-1506 a. C.) creó el cargo de «virrey de Kush», quien administraba el país, con residencia oficial en Aniba, y solo respondía ante el rey.
Tutmosis I (1506-1494 a. C.) terminó de liquidar el Reino de Kush, ocupando hasta la quinta catarata, y Nubia se integra finalmente a la cultura egipcia. Durante el reinado de Tutmosis III (1490-1436 a. C.) se funda Napata y en el de Amenofis IV la ciudad de Kawa (Gempaaton/Gematón), frente a Dongola.
En la Dinastía XIX (1305-1186 a. C.) se profundiza la integración a la administración egipcia. Las obras continuaron, especialmente bajo Ramsés II (1289-1224 a. C.) Para esas épocas la integración era muy fuerte: se había adoptado la religión egipcia y sus ritos funerarios, los hijos de los principales jefes indígenas se educaban en Egipto, las clases altas nubias hicieron propia su cultura, se incorporaron nubios a los cuerpos militares y policiales, e incluso a la poderosa burocracia.
Al finalizar la Dinastía XIX y durante la Dinastía XX la situación cambia. En la llamada «Conspiración del harén real» contra Ramsés III (1184-1153 a. C.) una concubina real nubia y su hermano, capitán de arqueros en Nubia, incitan una sublevación de la población nubia contra Ramsés III. Durante el reinado de su sucesor, Ramsés XI, un sacerdote llamado Herihor (1090-1074 a. C.) se convierte en virrey de Nubia y a la muerte del faraón llegaría a ser rey. Hacia el fin de la Dinastía XX, alrededor del 1050 a. C., se producen violentos movimientos separatistas. En Egipto se inicia el Tercer Periodo Intermedio, mientras que Nubia queda a su suerte durante dos siglos.

## El reino de Kush
Kush es la palabra egipcia para Nubia. Está recogida desde el Imperio Medio. Es también la denominación del Reino de Kush. La historia del antiguo Reino de Kush se puede dividir en dos fases, la napatiense y la meroítica. El rey Alara unificó toda la Nubia Superior, desde Meroe hasta la tercera catarata del Nilo, y estableció Napata como la capital religiosa de Kush, situada inmediatamente después de la cuarta catarata del Nilo. La etapa napatiense (aprox. 750-300 a. C.) tenía una fuerte impronta egipcia. Se sepultaba al rey en la necrópolis de Napata.
En 747 a. C., el rey Pianjy consiguió controlar el Alto Egipto, estableciendo la Dinastía XXV de Egipto. En 715 a. C. el faraón kushita Shabako reunificó completamente el país y su dinastía se consolidó como la única reinante. Su origen los hará llamar faraones negros, faraones etíopes o también faraones kushitas. El rey Shabitko entró en guerra con Asiria, la que finalmente derrotó a su sucesor Taharqo, conquistó la ciudad de Menfis, expulsó a los kushitas del Alto Egipto e impuso como faraón a Necao I. El siguiente rey kushita Tanutamani retomó transitoriamente Egipto, pero fue derrotado en 656 a. C. por Psamético I, quien dio origen a la Dinastía XXVI.
Napata fue saqueada por el faraón egipcio Psamético II en 590 a. C. y la ciudad decayó, aumentando la importancia de Meroe. A partir de 300 a. C. se comenzó a sepultar a los monarcas en Meroe, lo que marca el cambio de periodo. La cultura se africanizó y a partir de 150 a. C. se empezó a utilizar una lengua y escritura propias.

### Investigaciones

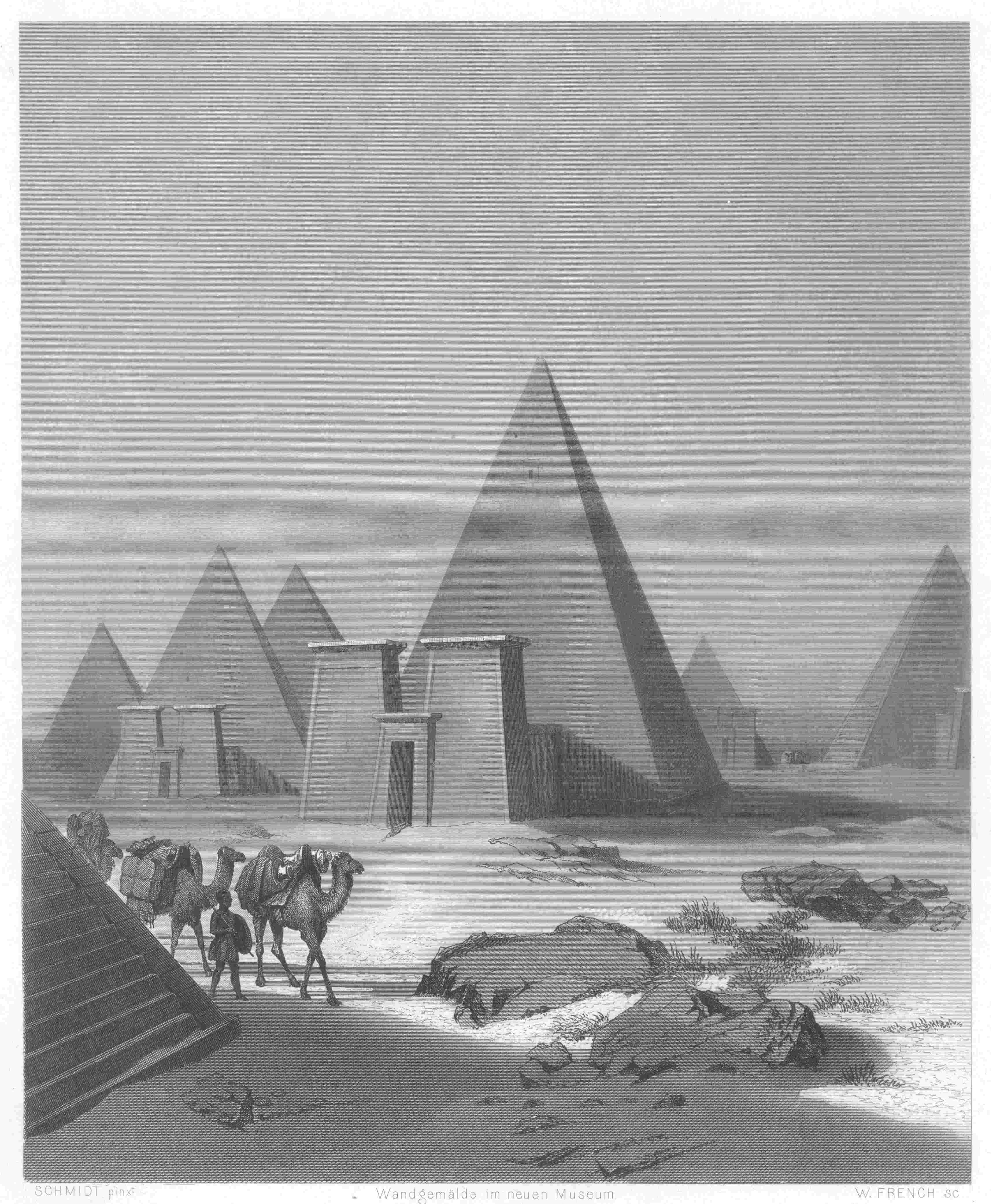
Representación romántica de las pirámides de Meroe de 1850 a partir de los informes de la expedición de Lepsius.

Las investigaciones sobre Nubia se llevaron a cabo en tres etapas. En la primera mitad del siglo XIX algunos europeos visitaron Sudán, informaron de las ruinas y llevaron algunos hallazgos a Europa. El más importante fue Giuseppe Ferlini, que destrozó muchas pirámides en Meroe en su búsqueda de tesoros, que concluyó con el hallazgo del tesoro de Amanishakheto. La expedición de Lepsius dibujó, escribió y publicó sobre muchos lugares, templos y pirámides. Muchos templos documentados no se conservan en la actualidad, así que sus notas son muy valiosas.
A principios del siglo XX se llevó a cabo la segunda fase de la exploración de Nubia. Se excavó sistemáticamente en muchos lugares, sobre todo en la Baja Nubia, aunque también en Meroe (gracias a John Garstang). La construcción de la presa de Asuán en Egipto amenazaba con hacer desaparecer para siempre muchos yacimientos. En esta época se descifró la escritura meroítica (gracias a FL. Griffith), aunque la lengua seguía sin poder entenderse. En los años 1920, George Reisner excavó sistemáticamente en todos los cementerios nubios y elaboró por primera vez una lista de reyes.
A finales de los años 1950 y finales de los 1960 renació el interés por Nubia. La construcción de la presa de Asuán amenazaba con hacer desaparecer bajo las aguas más yacimientos de la Baja Nubia. Se llevó a cabo una gran campaña arqueológica internacional en la Baja Nubia, que desenterró muchos hallazgos meroíticos.
La investigación de Nubia fue durante mucho tiempo un campo menor de la Egiptología. A finales del siglo XX se creó un instituto especializado en estudios de Nubia, en la Universidad Humboldt de Berlín (el Seminario para la Arqueología y la Cultura del Norte de África). También en París, se recogieron y ordenaron sistemáticamente todos los textos meroíticos.

### Incertidumbre respecto a las fechas
El análisis de la historia nubia presenta muchos interrogantes. Los primeros reyes que gobernaron sobre zonas de Egipto son relativamente conocidos. Su sucesión y las fechas de su reinado son inciertas. De los gobernantes posteriores solo hay testimonios en la propia Nubia. No nos ha llegado de los cronistas ninguna lista de reyes. Su número y orden también se desconoce. George Reisner, el que descubrió las pirámides nubias, recopiló una lista de reyes. Investigó la ubicación y el tamaño de las pirámides y elaboró una lista de sucesión regia y de la duración de sus reinados, con la hipótesis de considerar que los gobernantes más antiguos eligieron las mejores localizaciones para sus pirámides, mientras que los posteriores debieron construir en lugares menos favorables. Una gran pirámide sería signo de un reinado largo, y una pequeña, de uno corto. Esta hipótesis regia está muy cuestionada por los estudios actuales.
Actualmente solo hay datados en la historia nubia tres hitos cronológicos:
1. En 591 a. C., el rey Psamético II emprendió una expedición a Nubia. Esta expedición ocurrió en tiempos de Aspelta.
2. El rey Ergamenes fue, según fuentes griegas, contemporáneo de Ptolomeo II.
3. Teqorideamani reinó en el año 253.

### Fase napatiense

Napata: el gebel Barkal (monte Barkal) y alrededores.

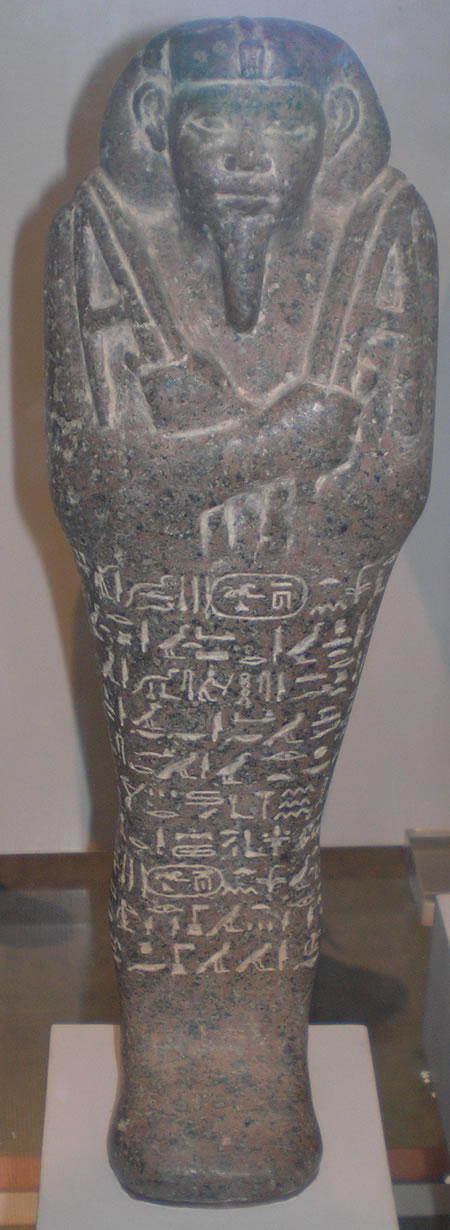
Ushebti de Taharqa (actualmente en el Museo Británico, Londres).

En el siglo VIII a. C. (quizá tan tempranamente como 1000 a. C.) un príncipe fundó en Karima un país que los antiguos egipcios denominaron Kush y que se expandió rápidamente. El primer gobernante parece ser, según fuentes más tardías, Alara (775-760 a. C.), aunque es probable que hubiera un predecesor. Alara y su sucesor, el rey Kashta (760-747 a. C.), ocuparon el sur del país (Alto Egipto). Su sucesor, Pianjy (747-716 a. C.), conquistó en una campaña posterior toda la región, más allá de Tebas, pero parece que no pudo ejercer un mandato permanente, aunque su sucesor, Shabaka (716-701 a. C.), se afianzó en el mando.
En esa época, el Antiguo Egipto, controlado por príncipes libios, estaba dividido en pequeños reinos, que podían presentar poca oposición. En 660 a. C. Egipto obtuvo la independencia de los nubios con la ayuda de los asirios. Efectivamente, Taharqa (690-664 a. C.) debió enfrentarse a la expansión de los asirios y, tras ventajas iniciales, tuvo que replegarse a Napata; a su muerte, Asurbanipal en 663 a. C. saquearía Tebas. Durante el reinado de su sucesor Tanutamón (664-656 a. C.), finalizó el dominio de los reyes nubios en Egipto. La dinastía kushita siguió, no obstante, gobernando el sur de Egipto.
Tras la retirada, Napata entró en decadencia. Tanutamón fue el último de los soberanos locales en hacerse enterrar en la necrópolis de El-Kurru en Napata. Sus sucesores lo hicieron en una localidad cercana, Nuri. Nubia se mantendrá integrada, pero aislada, y se irá africanizando. La historia refleja sólo pequeñas luchas contra los pueblos nómadas medja/meded y rehreh, tradicionales enemigos de Kush, y los blemios, pueblo del sudeste.
Se conoce con certeza la sucesión y las fechas aproximadas de reinado de los siguientes cuatro reyes: (Atlanersa, Senkamanisken, Anlamani y Aspelta), que solo gobernaron sobre Nubia. Están bien documentados por diversos monumentos y se conocen sus lazos. De Aspelta (ca. 593-568 a. C.) se conservan incluso muchas inscripciones que informan de varios acontecimientos de su reinado. La cultura nubia, al menos la más alta, era todavía totalmente egipcia.
En 591 a. C., durante el reinado de Aspelta, el faraón Psammético III invade Kush al frente de un ejército de mercenarios griegos al mando de los generales Amasis y Potasimto, capturando Napata, con lo que la capital se traslada al sur, cerca de la sexta catarata, a Meroe, fundada probablemente en el reinado de Pianjy.
La ocupación egipcia no se sostiene.
Tras la retirada egipcia, Napata siguió siendo la capital religiosa y principal necrópolis durante algún tiempo. En Nuri continuaron los enterramientos reales y en la cercana Gebel Barkal se construyeron al menos 23 pirámides en ese período, de estilo alargado y con pequeñas gradas (Pirámides de Nuri).
De los reyes posteriores a Aspelta se conoce muy poco. De los principales señores de los siglos V y VI a. C. se conservan solo monumentos y, a menudo, únicamente la pirámide de los reyes. Egipto es conquistado por el rey persa Cambises II, quien fracasa en intentar extender su control hacia Nubia y Libia.
Desde finales del siglo V a. C. parece que los nubios se fortalecieron. Al menos se produjo un incremento en la actividad constructora de los reyes, de los que se conservan inscripciones (Aman-nete-yerike, Harsiotef, Nastasen) sobre diferentes acontecimientos. Harsiotef reinó durante 35 años al menos. Hay testimonios de la lucha contra nómadas, que amenazaban al reino, y también del viaje de su coronación, en el que visitó todos los templos importantes del país para obtener el beneplácito de todos los dioses. Las inscripciones de estos reyes se realizaron en jeroglíficos egipcios, aunque se puede observar que el conocimiento de este sistema de escritura se fue perdiendo. Los textos de Aryamani son apenas legibles.

### Fase meroítica

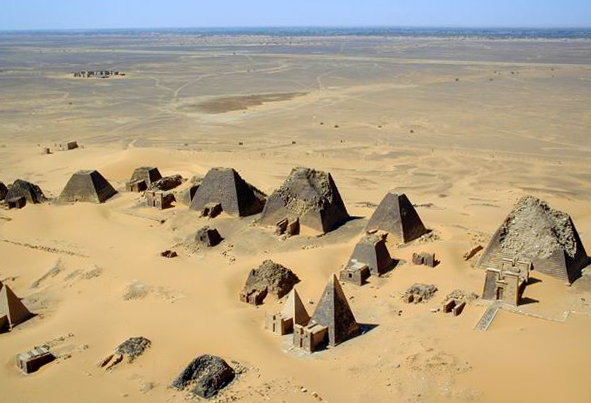
Fotografía aérea de las pirámides nubias de Meroe en 2001.

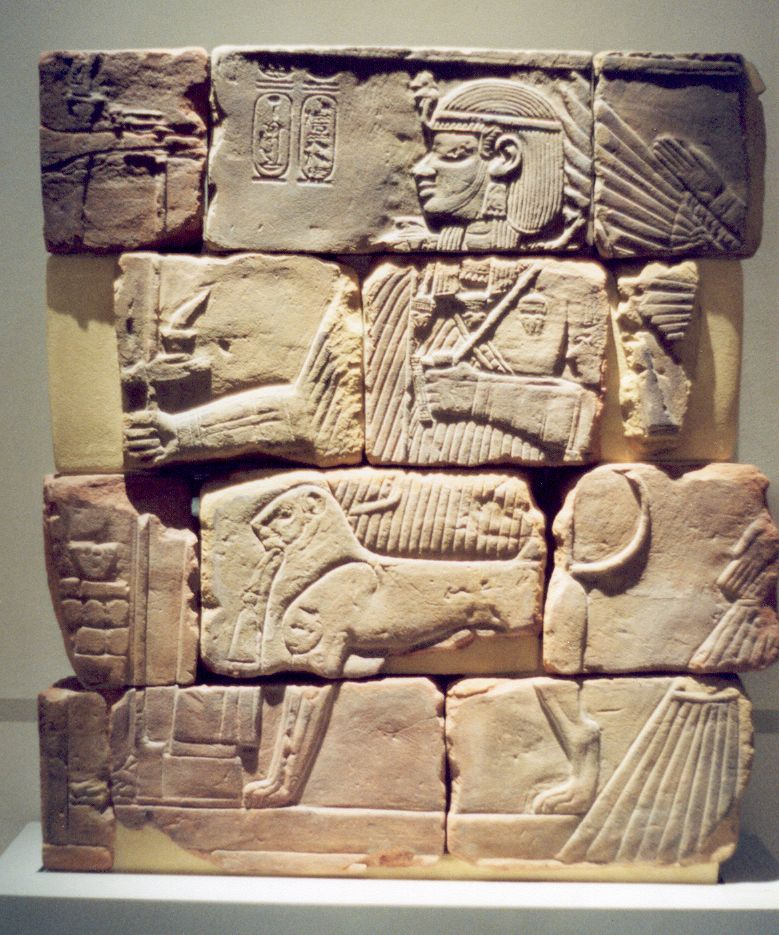
Relieve de una de las Pirámides de Meroe.

Ergamenes (Arkakamani) (en 280 a. C.) fue el primer rey de la época meroítica. Es uno de los pocos reyes que mencionan los autores clásicos, como Diodoro Sículo. Diodoro relata que Ergamenes conocía la filosofía griega y que fue rechazado por los sacerdotes. Estos decidieron que el rey debía morir. Ergamenes se opuso a esta orden, derrotó a los sacerdotes con su ejército y los mató.
Aunque no se sabe si esta historia es cierta, parece que con Ergamenes dio comienzo una nueva época. Aunque Meroe ya era la capital de Kush, fue Ergamenes el primero en construir allí su pirámide. Llama la atención que en su tiempo se abandonaran para siempre los rasgos egipcios y el arte y la cultura se africanizaran, incorporando también elementos helenos.
De los reyes que sucedieron a Ergamenes se sabe muy poco, a menudo solo se tiene constancia de ellos por sus pirámides. Arnekhamani, que posiblemente reinó hacia 220 a. C., construyó un gran templo en al-Musawwarat as-sufra. Hay indicios de que Kush atacó el Egipto ptolemaico y se apoderó de la Baja Nubia. Se conservan templos de tiempos de los reyes Adikhalamani (Debod) y Arqamani, con evidencias de que la región estaba bajo dominio nubio.
El reinado de la reina Shanakdakhete es la fecha más temprana de la que se conservan inscripciones en escritura meroítica. En los siguientes años gobernarían a menudo reinas con el título de kandake, como Amanirenas o Amanishakheto. Las reinas aparecen nombradas a menudo en los textos antiguos. El tesorero de una de ellas (posiblemente Amanitore), nombrado en la Biblia, predicó el cristianismo.

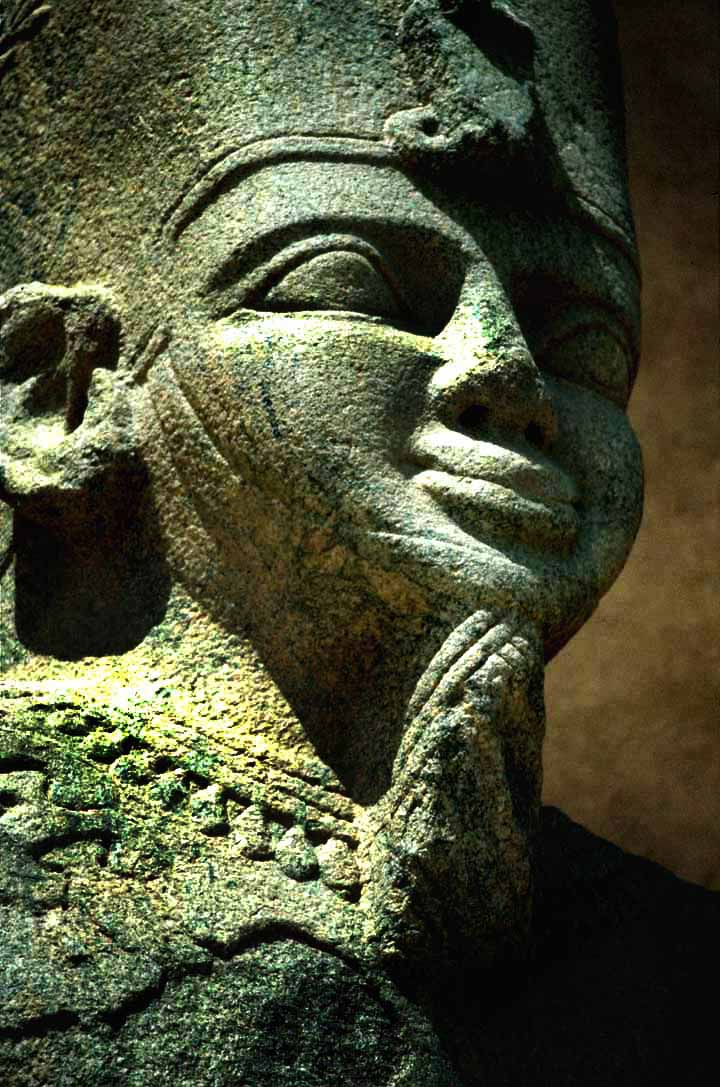
Figura que probablemente represente a Natakamani, un rey de Meroe.

En los años 24/25 a. C. se produjo un conflicto militar con Roma. César Augusto envió tropas hacia Nubia para conquistar la región. La antigua capital Napata sufrió grandes daños en la guerra contra los romanos y fue saqueada. Las tropas asolaron también otros lugares antes de ser derrotadas por los nubios. En esta época parece que reinó la reina Amanirenas, pues se conservan indicios de su victoria. Los textos, sin embargo, siguen sin comprenderse demasiado, pues sólo se han podido descifrar palabras clave como «Roma». El rey Natakamani y su reina Amanitore aparecen nombrados en templos de toda la región. Bajo su mando se dio una sobresaliente cultura y un fuerte comercio mediante caravanas con Egipto y la península arábiga. Esto se interpreta como un constante declive del reino meroítico.
La carencia de inscripciones regias puede tener otras causas, como, por ejemplo, que se construyeran pocos templos de estilo egipcio y que se diera menos importancia a las pirámides. Estos templos y pirámides son, sin embargo, de la poca información que se conserva de esta época. Por entonces, la Baja Nubia experimentó un florecimiento. La presencia de muchos cementerios con sepulturas relativamente opulentas atestigua un bienestar general. Esto pudo deberse al comercio con el Imperio romano.
Los últimos reyes meroíticos datan de poco después del año 300. El periodo de declive del reino permanece, para nosotros, todavía en la penumbra. Hay registro de la delegación de un rey nubio enviada a la corte del césar Constantino, bajo cuyo reinado todavía existía el Reino de Kush. Se supone que el rey Ezana de Etiopía conquistó Meroe. En Meroe se encontraron inscripciones etíopes (en griego), que atestiguan la ocupación. Sin embargo, investigaciones recientes se muestran cautas sobre este aspecto. Ezana podría no haber visto nunca Meroe y su relato ser ficticio, pues la identificación de los lugares y pueblos nombrados es incierta. Las reliquias etíopes de Meroe puede que sean botines obtenidos de los etíopes. En cualquier caso es seguro que el reino se hundió y se formaron tres nuevos reinos en Nubia: Alwa, Makuria y Nobatia, cuya cultura era, en parte, fuertemente meroítica. Todavía se emplearon durante largo tiempo la escritura y la lengua meroíticas, como en la inscripción del rey Charamadoye, rey de Nobatia (410 d. C.). Más tarde serían sustituidas por la escritura y lengua griegas.